# Cerodontha denticornis
Cerodontha denticornis este o specie de muște din genul Cerodontha, familia Agromyzidae. A fost descrisă pentru prima dată de Georg Wolfgang Franz Panzer în anul 1806. Conform Catalogue of Life specia Cerodontha denticornis nu are subspecii cunoscute.